# Spotorno
Spotorno – miejscowość i gmina we Włoszech, w regionie Liguria, w prowincji Savona.
Według danych na rok 2004 gminę zamieszkiwało 2681 osób, 335,1 os./km².

## Miasta partnerskie
- Bad Dürrheim
- Høje-Taastrup
- Saarbrücken